# 變身國王上學記
《变身国王上学记》（英語：The Emperor's New School）是由华特迪士尼公司制作的美国動畫劇集，也是原作電影《变身国王》的平行续集。在动画片中共有4个主角：伊絲瑪、高剛、麥琳娜以及王子库斯德。

## 角色
- 库斯德（Kuzco，直譯為庫斯柯）（配音員：英語→J·P·曼諾克斯／國語→姜先誠）

本片主角，未来「庫斯德」的国王，必须在登基之前通过所有在库斯德学院的科目。他非常关注被他称作“辣妹”的女孩麦琳娜。事实上，他无知、自大、懒散，凡事只考虑自己，还经常做出让人难以置信的愚蠢作为，不过内心其实是善良的，还有无限的潜力。伊丝玛的宿敌，劇情最後成功畢業回復國王身分。
- 麦琳娜（Malina，直譯為瑪麗娜）（配音員：英語→潔西卡·迪西可／國語→楊凱凱）

库斯德的好朋友兼暗恋对象，美丽、善良、能干。她也喜欢库斯德，但库斯德常常闯祸，让她渐渐对库斯德失去信任，而库斯德总能在关键时刻改过自新，重新得到她的信任。不管如何，麦琳娜一直在帮助库斯德完成学业，劇情最後與库斯德交往，並成為库斯德時報的記者（库斯德原本想要找她來做皇家顧問）。
- 贝查（Pacha，直譯為帕查）（配音員：英語→弗雷德·塔塔蕭爾、約翰·古德曼／國語→康殿宏）

库斯德的好朋友兼养父，支持库斯德成为国王，劇情最後库斯德請他們一家搬來皇宮裡住。
- 琪嘉（Chicha）（配音員：英語→溫蒂·馬利克／國語→崔幗夫）

贝查的妻子。
- 嘉嘉（Chaca）（配音員：英語→潔西·傅勞爾／國語→許淑嬪）

貝查與琪嘉的大女兒。
- 弟寶（Tipo）（配音員：英語→尚恩·鮑梅爾／國語→張宇豪）

貝查與琪嘉的大兒子，嘉嘉的弟弟。
- 皮皮（Yupi，直譯為尤皮）（配音員：英語→塔拉·史壯／國語→）

貝查與琪嘉的小兒子，嘉嘉的弟弟。
- 伊丝玛（Yzma）（配音員：英語→厄莎·凱特／國語→崔幗夫）

是庫斯德的宿敵，想接管皇宫并成为女皇的魔法师，原是皇帝顾问。她设法让库斯德无法通过测试，并且经常以学院院长的身份管理学院，以玛丝伊（Amzy）的名子来当校长。在她的办公室后面有一个私密实验室，大多数实验品都让库斯德事事不顺（然而在库斯德的智慧和周遭朋友的幫助下都能成功化險為夷），然而伊丝玛的詭計失敗後，库斯德都會用一些方法報復回去，氣得伊丝玛哇哇大叫，劇情最後成為高刚的助理，再次讓伊丝玛氣得哇哇大叫。
- 高刚（Kronk，直译为克朗克）（配音員：英語→派屈克·華柏頓／國語→孫德成）

伊丝玛的助手，库斯德的朋友。他比库斯德更沉默寡言，但是比库斯德聪明不少，还能和动物「沟通」。缺点是他总是忘记事情，比如进入私密实验室时老忘记哪个杠是打开实验室的杠，劇情最後成為库斯德的新皇家顧問。
- 巴奇（Bucky）（配音員：英語→鮑伯·伯根／國語配音→）
- 卡瓦（Kavo，直译为卡伏）

库斯德经常取笑他是教室恶霸，他非常容易生气。
- 瓜卡（Guaka）

库斯德的好朋友，尊库斯德为上司，劇情最後成為库斯德的發言人。